# Opera Lubelska
Opera Lubelska (Teatr Muzyczny w Lublinie) – teatr muzyczny z siedzibą w Lublinie, wywodzący się z założonego w 1947 roku Prywatnego Teatru Muzycznego, zlikwidowanego w 1952 roku.

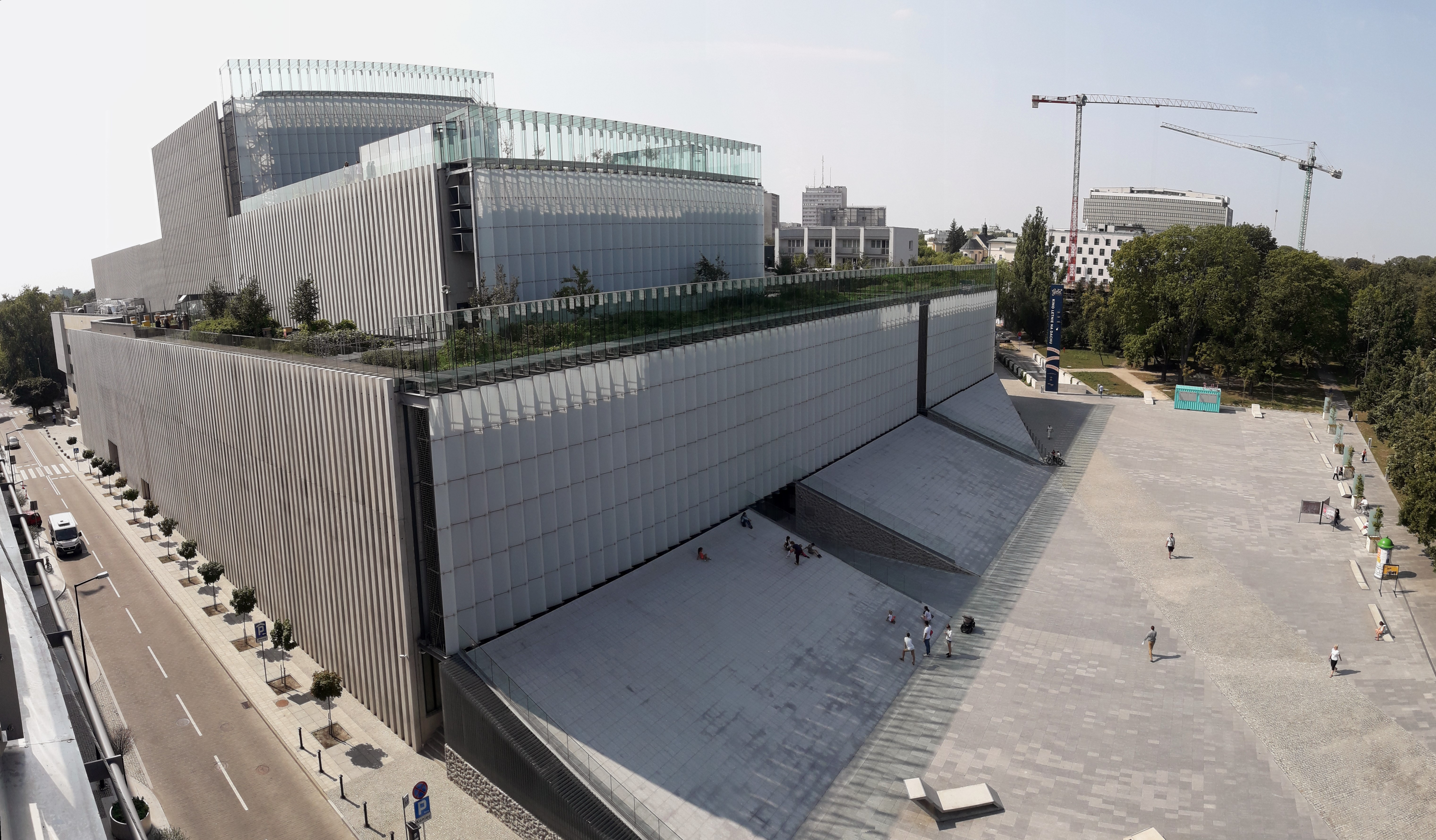
Centrum Spotkania Kultur i plac Teatralny, widok z Lubelskiego Centrum Konferencyjnego

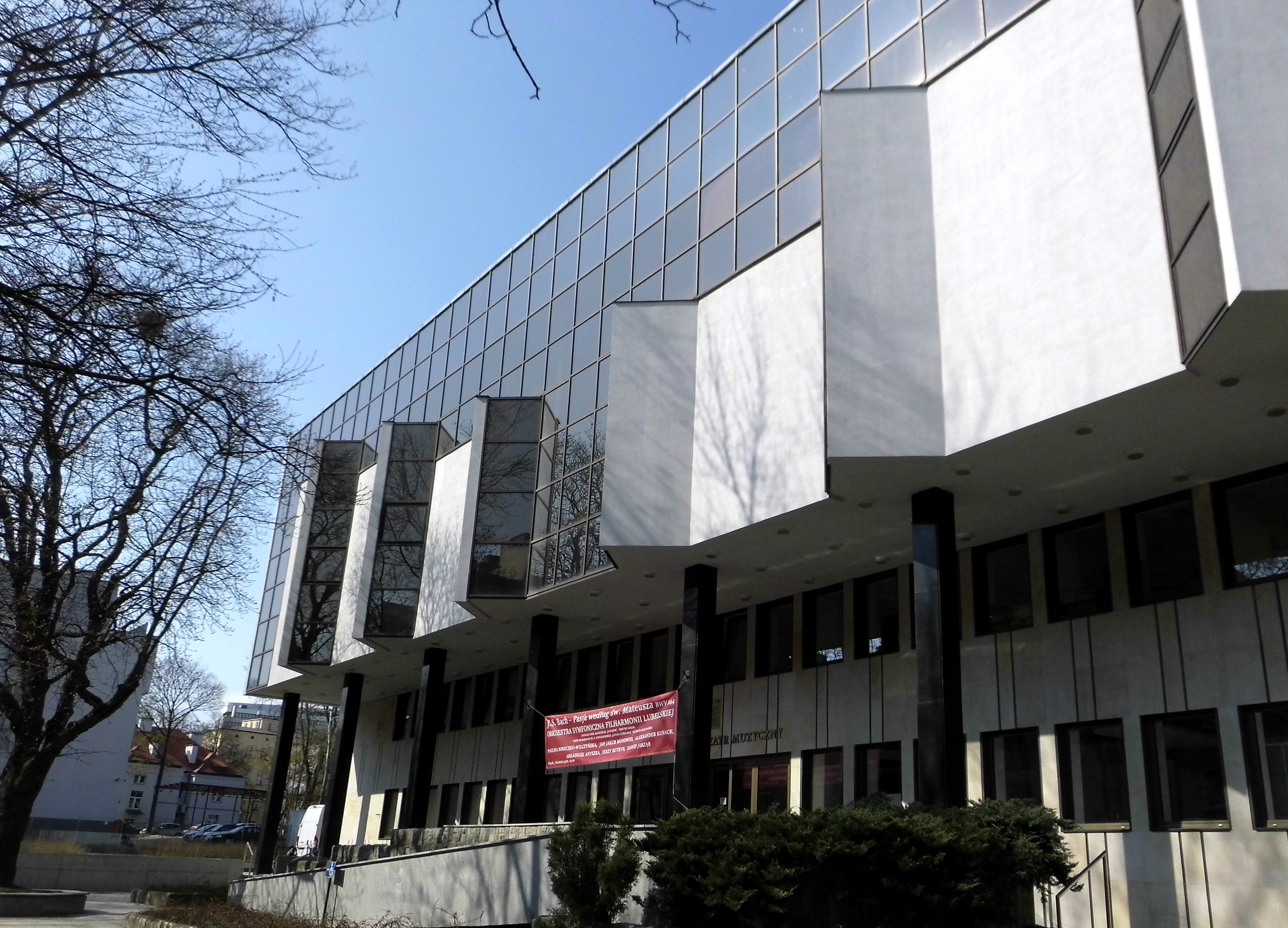
Południowa część CSK – gmach Teatru Muzycznego w Lublinie i Filharmonii Lubelskiej im. Henryka Wieniawskiego

## Historia
Operetkę w Lublinie udało się reaktywować w 1956 roku. W rok później teatr został upaństwowiony i przybrał nazwę Państwowa Operetka w Lublinie.
W teorii teatr nigdy nie przestał funkcjonować. W rzeczywistości, w latach 1987–1989, z uwagi na problemy lokalowe (remont dotychczasowej sceny w Garnizonowym Klubie Oficera) przedstawienia operetkowe w Lublinie się nie odbywały. Po roku 1989 operetkę przeniesiono do Domu Kultury Kolejarza, gdzie funkcjonowała już pod nazwą Teatr Muzyczny do 2000 roku.
W momencie ukończenia remontu południowej części gmachu tzw. Teatru w Budowie (obecnie Centrum Spotkania Kultur) w 2000 roku, Teatr Muzyczny otrzymał nowe pomieszczenia i scenę obok Filharmonii Lubelskiej.

## Współczesność
Formalnie Teatr Muzyczny w Lublinie podlega Urzędowi Marszałkowskiemu. Jest jednym z dwóch teatrów operowo-operetkowych po prawej stronie Wisły (oprócz Opery i Filharmonii Podlaskiej w Białymstoku) grających opery, operetki, musicale, balety i baśnie muzyczne. Teatr oprócz Lublina wystawiał spektakle w wielu miastach Polski, a także poza granicami (np. Węgry, Holandia).
W stałym repertuarze teatru są takie spektakle jak "Carmen" G. Bizeta, "Straszny dwór" S. Moniuszki, "Cyrulik sewilski" G. Rossiniego, "Czarodziejski flet" W.A. Mozarta, "La Traviata" G. Verdiego (8 000 widzów na I i II premierze, premiera w lubelskiej Hali Globus), "Baron cygański" J. Straussa, "Księżniczka czardasza" I. Kálmána, "Wesoła wdówka" F. Lehára, "Zemsta nietoperza" J. Straussa, "Ptasznik z Tyrolu" K. Zellera, musical "Skrzypek na dachu" J. Bocka, wiele bajek muzycznych, balet "Królewna Śnieżka" B. Pawłowskiego, a także koncerty, rewie, wieczory baletowe. W sezonie 2007/2008 obchodzona była 60. rocznica utworzenia Teatru Muzycznego w Lublinie.
Na podstawie uchwały Sejmiku Województwa Lubelskiego od 10 sierpnia 2023 instytucja działa jako Opera Lubelska.